# 표착자
《표착자》(漂着者 효차쿠샤[*])는 2021년 7월 23일부터 TV 아사히에서 방영될 예정이다. 아키모토 야스시의 기획 · 원작의 드라마이다. 주연은 사이토 타쿠미이다.

## 등장 인물

### 주요 인물
- 사이토 타쿠미 : 헤밍웨이(ヘミングウェイ) 역 - 주인공 - 한 지방의 해안가에서 전라로 표착한 기억 상실 남성
발견되었을 때 말한 말에서 헤밍웨이로 불리게 된다.
- 시라이시 마이 : 신타니 에미(新谷詠美) 역 28세, 니가타 호쿠리쿠신문사 사회부 기자
여아 연속 실종 사건을 취재하고 있다.
- 후나코시 에이이치로 : 쿠니하라 에이이치(国原栄一) - 57세, 니가타 의료 대학 학원 정신과 의사, 표착한 헤밍웨이의 담당의
- 노마구치 토루 : 로젠 키시모토(ローゼン岸本) 역 - 47세, NPO 법인 ‘행복의 종의 집’ 주재, 헤밍웨이의 신원 보증인
- 나마세 카츠히사 : 시바타 토시야(柴田俊哉) 역 - 53세, 니가타현 경수사 1과 형사
여아 연속 실종 사건을 수사한다.
- 토즈카 준키 : 노마 켄타(野間健太) 역 - 29세, 니가타현 경수사 1과 형사, 시바타 토시야의 부하
- 오타 나오 : 라페(ラぺ) 역 - 헤밍웨이 발견 여고생 3인조 중 한 명
- 스미다 쿄카 : 페리(ペリ) 역 - 헤밍웨이 발견 여고생 3인조 중 한 명
- 요시다 시오리 : 리모(リモ) 역 - 헤밍웨이 발견 여고생 3인조 중 한 명
- 하시모토 준 : 하시 후토시(橋太) 역 - 니카타 호쿠리쿠 신문사 사회부 캡틴, 에미의 상사
- 릴리 프랭키 (우정 출연) : 후카미 류노스케(深見龍之介) 역 - 57세, 여아 실종 사건의 현장 근처에 있는 절의 주지

## 스태프
- 기획 · 원작 : 아키모토 야스시
- 각본 : 칸다 유, 브라질리 안 야마다
- 연출 : 모토하시 케이타 (애즈버즈), 야마모토 다이스케 (애즈버즈)
- 음악 : 칸노 유고
- 주제가 : Novelbright - 優しさの剣 / 상냥함의 검 (유니버설 시그마/ZEST)[2]
- 삽입곡 : 나카시마 미카 - 知りたいこと、知りたくないこと / 알고 싶은 것, 알고 싶지 않은 것 (Sony Music Associated Records)[3]
- 총괄프로듀서 : 요코치 이쿠에이 (TV 아사히)
- 프로듀서 : 이다 사야카 (TV 아사히), 키쿠치 마코토 (애즈버즈), 오카 미츠루 (애즈버즈)
- 제작 협력 : 애즈버즈
- 제작 : TV 아사히

## 방송 일정
| 화수  | 방송일   | 시청률 |
| ----- | -------- | ------ |
| 제1화 | 7월 23일 |        |

### 참조주
1. 1 2  “斎藤工、謎の漂着者役でテレ朝連ドラ初主演　秋元康と再タッグでSNS時代の光と闇描く” [사이토 타쿠미, 수수께끼의 표착자로 TV 아사히 연속극 첫 주연 아키모토 야스시와 재회로 SNS 시대의 빛과 어둠을 그린다] (일본어). シネマトゥデイ. 2021년 6월 11일에 확인함.
2. ↑  “タイアップ曲　情報”. 《Twitter》 (일본어). 2021년 7월 5일에 확인함.
3. ↑  “中島美嘉の新曲がテレ朝「漂着者」の挿入歌に 秋元康氏と20年ぶりタッグ - ドラマ写真ニュース : 日刊スポーツ” [나카시마 미카의 신곡이 TV 아사히 "표착자"의 삽입곡으로 아키모토 야스시와 20년 만의 태그 - 드라마 사진 뉴스 : 닛칸 스포츠]. 《nikkansports.com》 (일본어). 2021년 7월 15일에 확인함.